# Anatol Vieru
Anatol Vieru (n. 8 iunie 1926, Iași, România – d. 8 octombrie 1998, București, România) a fost un compozitor român de origine evreiască, pedagog și teoretician al muzicii românești clasice a secolului al XX-lea.

## Studii
Vieru studiază muzicologia și compoziția la Conservatorul de Muzică din București (1946 - 1949) cu profesorii Leon Klepper, Paul Constantinescu și Constantin Silvestri. Ulterior își continuă studiile la Conservatorul din Moscova (1951 - 1954) cu muzicianul și compozitorul armean Aram Haciaturian. În 1978 își susține, în Cluj, teza de doctorat în muzicologie De la moduri, spre un model al gândirii muzicale intervalice.

## Activitate didactică
A fost cadru didactic la catedra de orchestrație și mai târziu la catedra de compoziție ale Conservatorului din București, unde a parcurs toată ierarhia universitară. A fost invitat să susțină lecții și conferințe la universități din SUA, Canada, Israel, Geneva etc.

## Activitate artistică

### Lucrări muzicale
Anatol Vieru a compus peste 120 de lucrări de toate genurile, între care șapte simfonii, opt cvartete pentru coarde, numeroase concerte și piese de muzică corală, cu sau fără orchestră, și multă muzică de cameră.

### Simfonii
- no.1 ‘Oda tacerii’ [Ode to Silence], 1967;
- no.2, 1973;
- no.3 ‘La un cutremur’ [Earthquake Sym.], 1978;
- no.4, 1982;
- no.5 (M. Eminescu), chorus, orch, 1984–5;
- no.6 [Exodus], 1989;
- no.7 ‘Anul soarelui calm’ [The Year of the Silent Sun], 1992–3

### Cvartete
- no.1, 1955,
- no.2, 1956;
- no.3, pentru soprană si cvartet de coartde 1973;
- no.4, 1980;
- no.5, 1982;
- no.6, 1986;
- no.7, 1987;
- no.8, 1991

### Muzică de film
- Gelozia, bat-o vina! (1954)
- Mingea (1959)
- Când primăvara e fierbinte (M. Saucan), 1960;
- Ciucurencu (E. Nussbaum), 1964;
- Procesul alb (I. Mihu), 1965;
- Brâncuși la Târgu-Jiu (Nussbaum), 1966;
- Soarele negru (S. Popovici), 1968;
- Felix și Otilia (1972)
- 100 de lei (1973) – versiunea integrală (necenzurată)
- Marele singuratic (1977)
- Întoarcerea lui Vodă Lăpușneanu (1980)
- Surorile (1984)
- Anotimpul iubirii (1987)
- Iacob (1988)

### Muzică pentru cor
- Mierla lui Ilie Pintilie (cant.), 1949;
- Miorița  (oratoriu), 1957;
- Cantata anilor lumină (pe versuri de Nina Cassian), 1960;
- Scene nocturne (pe versuri de Federico García Lorca), 2 coruri, 1964;
- Vocale (pe versuri de Giuseppe Ungaretti), cor feminin, 1963;
- Clepsidra II , 1971;
- Fratele cel sărac ( pe text de Ion Neculce), 1993;
- Daniil, 1994;
- In marea apusului, 1998

### Diverse
- - Muzica pentru Bacovia si Labis  1959–63:

  1. Lupta contra inerției - The Struggle against Inertia,
  2. Nocturne și rezonanțe - Nocturnes and Resonances of Bacovia
  3. Destinderi - Truces

  - Discul lui Newton 1972;
  - 4 unghiuri din care am văzut Florența, 1973;
  - Cântec arhaic de dragoste:

  1. I. Sage mir an, 1985
  2. II. O that you were a Brother to Me, 1987
  3. III. Siehe, du bist schön, 1985
  4. IV. Fă-mă precum o pecete, 1989
  5. V. Ja nartsis saronskij, 1987;

  - Poveste, 1993;
  - Archipelagos, 1994;
  - Dechanson (T. Tzara), 1995;
  - Questions et responses (P. Celan, P. Solomon), 1995;
  - Iarba ochilor tăi (Celan), 1997
  - Suita în stil vechi, 1945;
  - Dansuri simfonice, 1952;
  - Concert pentru orchestră, 1954–5;
  - Concert pentru flaut, 1958;
  - Simfonia de cameră, 1962;
  - Concert pentru violoncel, 1962;
  - Jocuri , 1963;
  - Concert pentru vioara, 1964;
  - Clepsidra I, 1968–9;
  - Muzeu muzical,1968;
  - Ecran, 1969;
  - Concert pentru clarinet, 1975;
  - Sinfonietta, 1975;
  - Concert pentru vioara, violoncel și orchestră, 1979;
  - Sinfonie concertantă, violoncel și orchestră, 1987;
  - Narration II,  1985;
  - Memorial, 1990;
  - Psalm, 1993;
  - Concert pentru pian ‘Caleidoscop’, 1993;
  - Malincolia furiosa 1994;
  - Hibernal, 1995;
  - Concert pentru flaut nr.2 1996;
  - Concert pentru chitară, 1996;
  - Musik, 1996;
  - Elegia II, 1998
  - Clarinet Quintet, 1957;
  - Kammersymphonie, 1962;
  - Trepte ale tăcerii, 1966;
  - Nautilos,  1969;
  - Sita lui Eratostene  1969;
  - Nașterea unui limbaj 1971;
  - Mozaicuri  1972;
  - Iosif și frații săi  1979;
  - Scoica 1982;
  - Double Duos,  1983;
  - Ma–jo–r ,  1984;
  - Metasaks, (1984);
  - Soroc I, 6 studii, 1984;
  - Soroc II,  1984;
  - Sonata pentru vioară și violoncel
  - Diaphonie, 1987;
  - Trânta, 1987;
  - Epistolaire, 1988;
  - Multigen, 1988;
  - Giusto,  1989;
  - Verset 1989;
  - Cvartet de saxofoane
  - Sax-Vier 1991;
  - Trio microtonic, 1992;
  - Feuerwerk, flute, violin, vibraphone, 1994;
  - Craciun, 1994;
  - Canto, 1995;
  - Couple, 1995;
  - Duo leggiero, 1995;
  - Rubato, oboe, percussion, 1995;
  - Toccatina, 1995;
  - Chanson de geste, 1996;
  - Gruss, 1996;
  - Masca  1996;
  - Canon und Fuge,1997;
  - Elegia I, 997;
  - Et in Arcadia ego, 1997;
  - Posviascenie, 1997;
  - Trio, 1997
  - Centaurus, 1998
  - Din lumea copiilor , 8 miniaturi pentru pian, 1958;
  - Sonata, cello, 1963, arr. cello, perc (1977);
  - Narration, orga, 1973;
  - Piano Sonata, 1976;
  - Pelinarium,1986;
  - Dar I , 1988;
  - Dar II, 1989;
  - Design-Dasein, 1993;
  - Piano Sonata, 1994;
  - Ritmuri, 1994;
  - Adio, 1996;
  - Eppur si muove, 1996;
  - Sandu, 1996;
  - Schöntok, 1996;
  - Capriccio, 1997;
  - Voeu, 1997

A compus, de asemenea, operele Iona, după Marin Sorescu, Praznicul calicilor, după Mihail Sorbul, Ultimele zile, ultimele ore, dupa Pușkin și Bulgakov, și Telegrame - teme și variațiuni, după I.L. Caragiale și un Cântec pentru Stalin.

### Literatură de specialitate
Ca muzicolog, este autor a numeroase studii și volume, dintre care se disting următoarele două lucrări: Cartea Modurilor și Cuvinte despre sunete.

## Premii și distincții
- Premiul de compoziție George Enescu (1946 - București)
- Premiul de Stat al Republicii Populare Române pentru lucrările de o deosebită valoare efectuate în anul 1949 în domeniul Muzicii, clasa I-a (8 martie 1951), „pentru compoziția muzicală «Cântec pentru Stalin»”[8]
- Premiul Reine Marie-José pentru Concertul pentru violoncel și orchestră (1962 - Geneva)
- Premiul Fundației Koussevitzky (1966 - Washington)
- Premiul Academiei Române (1967 - București)
- Premiul Herder (1986), pentru întreaga activitate componistică, muzicologică și teoretică.
- Marele Premiu al Uniunii Compozitorilor și Muzicologilor din România (1996)

### Distincții
- Medalia „A cincea aniversare a Republicii Populare Române” (24 decembrie 1952) „pentru lupta și munca duse în vederea făuririi, consolidării și prosperării Republicii Populare Române”[9]
- Ordinul Muncii clasa a III-a (12 august 1959) „pentru activitate rodnică în dezvoltarea științei și culturii din Republica Populară Romînă”[10]